# CNH Global
CNH Global N.V. è stata una società di diritto dei Paesi Bassi creata il 12 novembre 1999 dalla fusione di New Holland N.V. e Case Corporation. L'azienda operava nel settore della costruzione di macchine agricole. L'ambito operativo di CNH abbracciava ingegneria integrata, produzione, marketing e distribuzione di macchinari. Le attività di CNH erano articolate in tre segmenti operativi: macchine agricole, macchine movimento terra e servizi finanziari. Il titolo di CNH Global N.V. era quotato alla Borsa Valori di New York. Al 31 dicembre 2012, CNH produceva le proprie macchine in 37 stabilimenti e le distribuiva in circa 170 paesi attraverso una rete costituita da circa 11.500 concessionari e distributori.
Dal 29 settembre 2013 CNH Global N.V. e Fiat Industrial si sono fuse formando CNH Industrial N.V.

## Marchi
I prodotti CNH erano commercializzati con due famiglie di marchi: Case e New Holland. Case IH (insieme a Steyr in Europa) e New Holland costituivano la famiglia dei marchi per l'agricoltura, mentre la famiglia dei marchi per il movimento terra comprendeva Case e New Holland Construction.

### Marchi per l'agricoltura
Sul fronte delle macchine per l'agricoltura, CNH era uno dei maggiori produttori di trattori agricoli e mietitrebbie in termini di unità vendute.

#### Case IH

Logo Case IH

Società che produce trattori agricoli, presse, macchine per la raccolta del caffè, mietitrebbie, raccoglitrici di cotone, piantatrici, macchine per la raccolta della canna da zucchero e attrezzature per la lavorazione del suolo.

#### New Holland

Logo New Holland Agriculture

Produttrice di macchinari comprendente trattori agricoli, presse, mietitrebbie, raccogli-trincia-caricatrici, vendemmiatrici, macchine da fieno, movimentatori di materiali, piantatrici, seminatrici, irroratrici, attrezzature per la lavorazione del suolo e manutenzione del verde.

#### Steyr

Logo Steyr

Azienda che produce trattori per l'agricoltura, la silvicoltura e la manutenzione urbana.

### Marchi per il movimento terra

#### Case Construction Equipment

Logo Case

Società che produce macchine movimento, comprendente terne, autocarri articolati, escavatori cingolati e gommati (inclusi modelli compatti), movimentatori telescopici, motolivellatrici, pale gommate (incluse le compatte), rulli vibranti di compattamento, apripista cingolati, mini pale compatte, pale cingolate compatte, carrelli elevatori.

#### New Holland Construction

Logo New Holland Construction

Società che produce macchine movimento terra. La gamma di prodotti comprende escavatori cingolati, escavatori gommati, pale gommate, terne, mini pale compatte, apripista cingolati, movimentatori telescopici, mini pale gommate, pale cingolate compatte, mini e midi escavatori, livellatrici.

### Servizi finanziari

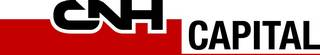
Logo CNH Capital

CNH offriva servizi finanziari con il marchio CNH Capital. CNH Capital offriva prodotti e servizi finanziari ai concessionari e ai clienti in Nord America, Australia, Argentina, Brasile ed Europa occidentale. I principali prodotti offerti erano costituiti dal finanziamento ai clienti per acquisto e leasing di macchine nuove e usate e dal finanziamento della flotta ai concessionari. Il finanziamento ai clienti era offerto in Nord America, Brasile, Australia ed Europa attraverso società controllate al 100% e in Europa occidentale tramite la joint-venture con BNP Paribas Lease Group.

## Stabilimenti di produzione
CNH aveva una rete di circa 11.500 concessionari e distributori in circa 170 paesi. I concessionari erano indipendenti e non di proprietà CNH, eccettuate 12 concessionarie in Nord America ed Europa. La base di produzione di CNH comprendeva 40 stabilimenti in Europa, America Latina, Nord America e Asia.